# Europsko prvenstvo u nogometu – Italija 1980.
Europsko nogometno prvenstvo 1980. održano je u Italiji. To je bilo 6. Europsko prvenstvo u nogometu. Igralo se od 11. do 22. lipnja 1980., u 4 grada, na 4 stadiona. 
Ovo je bilo prvo Europsko nogometno prvenstvo na kojem je sudjelovalo 8 reprezentacija, jer je do tada na Europskim prvenstvima bilo 4 reprezentacije.

## Kvalifikacije
Sljedeće reprezentacije su sudjelovale na Europskom prvenstvu 1980.:
- Belgija
- Čehoslovačka
- Engleska
- Grčka
- Italija (kvalificirala se kao domaćin)
- Nizozemska
- Španjolska
- SR Njemačka

## Gradovi domaćini
| Rim                | Milan                   | Napulj            | Torino            |
| ------------------ | ----------------------- | ----------------- | ----------------- |
| Olimpijski stadion | stadion Giuseppe Meazza | stadion San Paolo | stadion Comunale  |
| kapacitet: 86.500  | kapacitet: 85.700       | kapacitet: 72.800 | kapacitet: 50.000 |
|                    |                         |                   |                   |

## Vanjske poveznice
- EURO 1980 na UEFA.com